# Dix-huitième circonscription de Paris
Pour les articles homonymes, voir Dix-huitième circonscription de Paris de 1958 à 1986 et Dix-huitième circonscription de Paris de 1988 à 2012.
La dix-huitième circonscription de Paris est l'une des 18 circonscriptions électorales françaises que compte le département de Paris (75) situé en région Île-de-France depuis le redécoupage des circonscriptions électorales réalisé en 2010 et applicable à partir des élections législatives de juin 2012.

## Délimitation de la circonscription
La loi du 23 février 2010 ratifie l'ordonnance du 29 juillet 2009, laquelle détermine la répartition des sièges et la délimitation des circonscriptions pour l'élection des députés.
La circonscription est délimitée ainsi : une partie du 9e arrondissement (portion du quartier de Rochechouart située au nord de la rue Condorcet et de la rue de Maubeuge) et une partie du 18e arrondissement, comprenant le quartier de Clignancourt et une portion du quartier des Grandes-Carrières, située à l'est et au sud de l'avenue de la Porte-de-Montmartre, du boulevard Ney, de la rue du Ruisseau et de la rue Marcadet.
Cette délimitation s'applique donc à partir de la XIVe législature de la Cinquième République française.
Cette dix-huitième circonscription de Paris correspond grossièrement à la précédente dix-huitième circonscription (adjoignant l'extrême nord de la 4e et l'extrême nord-est de la 17e).

## Députés
| Législature | Début de mandat | Fin de mandat | Député                | Parti politique            | Observations                                                                           |
| ----------- | --------------- | ------------- | --------------------- | -------------------------- | -------------------------------------------------------------------------------------- |
| XIVe        | 20 juin 2012    | 20 juin 2017  | Christophe Caresche   | PS                         |                                                                                        |
| XVe         | 21 juin 2017    | 21 juin 2022  | Pierre-Yves Bournazel | LR (2017) Agir (2017-2022) |                                                                                        |
| XVIe        | 22 juin 2022    | 9 juin 2024   | Aymeric Caron         | REV                        | Mandat écourté à la suite d'une dissolution parlementaire décidée par Emmanuel Macron. |
| XVIIe       | 8 juillet 2024  | En cours      | Aymeric Caron         | REV                        |                                                                                        |

## Résultats électoraux

### Élections législatives de 2012
Les élections législatives se sont déroulées les dimanches 10 et 17 juin 2012.
Christophe Caresche arrive en tête du premier tour 45,21 % des voix, devant le candidat de l'UMP Pierre-Yves Bournazel (22,88 %). Il est réélu le 17 juin avec 69,21 % des voix contre 30,79 % à Pierre-Yves Bournazel.
|                                            | Christophe Caresche*  | PS             | 17 217 | 45,21  | 24 468 | 69,21  |  |  |  |  |  |
|                                            | Pierre-Yves Bournazel | UMP            | 8 715  | 22,88  | 10 887 | 30,79  |  |  |  |  |  |
|                                            | Marie-Pierre Toubhans | FG (GU)        | 3 777  | 9,92   |        |        |  |  |  |  |  |
|                                            | Bastien François      | EELV           | 3 636  | 9,55   |        |        |  |  |  |  |  |
|                                            | Annabelle Letaconnoux | FN             | 2 030  | 5,33   |        |        |  |  |  |  |  |
|                                            | Grégoire Artinian     | MoDem          | 1 113  | 2,92   |        |        |  |  |  |  |  |
|                                            | Clément Carjat        | PP             | 564    | 1,48   |        |        |  |  |  |  |  |
|                                            | Maxence Ansel         | AC             | 305    | 0,80   |        |        |  |  |  |  |  |
|                                            | Salma Oumari          | NPA            | 260    | 0,68   |        |        |  |  |  |  |  |
|                                            | Hélène Hautval        | GM             | 166    | 0,44   |        |        |  |  |  |  |  |
|                                            | Olivia Lewi           | LO             | 148    | 0,39   |        |        |  |  |  |  |  |
|                                            | Julien Delamorte      | PVB            | 64     | 0,17   |        |        |  |  |  |  |  |
|                                            | Jean-Pierre Livinec   | AR             | 81     | 0,21   |        |        |  |  |  |  |  |
|                                            | Matthieu Decosse      | SE             | 7      | 0,02   |        |        |  |  |  |  |  |
|                                            |                       |                |        |        |        |        |  |  |  |  |  |
| Inscrits                                   | Inscrits              | Inscrits       | 64 943 | 100,00 | 64 935 | 100,00 |  |  |  |  |  |
| Abstentions                                | Abstentions           | Abstentions    | 26 552 | 40,89  | 28 704 | 44,20  |  |  |  |  |  |
| Votants                                    | Votants               | Votants        | 38 391 | 59,11  | 36 231 | 55,80  |  |  |  |  |  |
| Blancs et nuls                             | Blancs et nuls        | Blancs et nuls | 308    | 0,80   | 876    | 2,42   |  |  |  |  |  |
| Exprimés                                   | Exprimés              | Exprimés       | 38 083 | 99,20  | 35 355 | 97,58  |  |  |  |  |  |
| * Député sortant de la 18e circonscription |                       |                |        |        |        |        |  |  |  |  |  |

### Élections législatives de 2017
Les élections législatives se sont déroulées les dimanches 11 et 18 juin 2017.
|                                                                           |                                                                                     |                           |                           |                          |                          |
|                                                                           |                                                                                     | Premier tour 11 juin 2017 | Premier tour 11 juin 2017 | Second tour 18 juin 2017 | Second tour 18 juin 2017 |
|                                                                           |                                                                                     |                           |                           |                          |                          |
|                                                                           |                                                                                     | Nombre                    | % des inscrits            | Nombre                   | % des inscrits           |
| Inscrits                                                                  | Inscrits                                                                            | 67 245                    | 100,00                    | 67 245                   | 100,00                   |
| Abstentions                                                               | Abstentions                                                                         | 29 874                    | 44,43                     | 38 539                   | 57,31                    |
| Votants                                                                   | Votants                                                                             | 37 371                    | 55,57                     | 28 706                   | 42,69                    |
|                                                                           |                                                                                     |                           | % des votants             |                          | % des votants            |
| Bulletins blancs                                                          | Bulletins blancs                                                                    | 544                       | 1,46                      | 3 470                    | 12,09                    |
| Bulletins nuls                                                            | Bulletins nuls                                                                      | 196                       | 0,52                      | 1 073                    | 3,74                     |
| Suffrages exprimés                                                        | Suffrages exprimés                                                                  | 36 631                    | 98,02                     | 24 163                   | 84,17                    |
|                                                                           |                                                                                     |                           |                           |                          |                          |
| Candidat Étiquette politique (partis et alliances)                        | Candidat Étiquette politique (partis et alliances)                                  | Voix                      | % des exprimés            | Voix                     | % des exprimés           |
|                                                                           |                                                                                     |                           |                           |                          |                          |
|                                                                           | Pierre-Yves Bournazel Les Républicains (Union des démocrates et indépendants)       | 11 634                    | 31,76                     | 12 954                   | 53,61                    |
|                                                                           | Myriam El Khomri Parti socialiste                                                   | 7 412                     | 20,23                     | 11 209                   | 46,39                    |
|                                                                           | Paul Vannier La France insoumise                                                    | 6 080                     | 16,60                     |                          |                          |
|                                                                           | Caroline de Haas Europe Écologie Les Verts (Parti communiste français - Ensemble !) | 4 971                     | 13,57                     |                          |                          |
|                                                                           | Annie Lavenier Front national                                                       | 1 170                     | 3,19                      |                          |                          |
|                                                                           | Violette Baranda Union des démocrates et des écologistes                            | 957                       | 2,61                      |                          |                          |
|                                                                           | Sylvain Perret Parti animaliste                                                     | 582                       | 1,59                      |                          |                          |
|                                                                           | Félix Beppo Parti socialiste diss.                                                  | 457                       | 1,25                      |                          |                          |
|                                                                           | Alena Averiyanova Debout la France                                                  | 440                       | 1,20                      |                          |                          |
|                                                                           | Pierre Tondeux Divers (#MaVoix)                                                     | 427                       | 1,17                      |                          |                          |
|                                                                           | Gilles Brunebarbe Souveraineté, identité et libertés                                | 316                       | 0,86                      |                          |                          |
|                                                                           | Jean-Baptiste Villemur Union populaire républicaine                                 | 304                       | 0,83                      |                          |                          |
|                                                                           | Mathilde Vassor Parti pour la décroissance                                          | 271                       | 0,74                      |                          |                          |
|                                                                           | Constantine Nanfah Parti chrétien-démocrate                                         | 239                       | 0,65                      |                          |                          |
|                                                                           | Arnaud Viviant Extrême gauche                                                       | 197                       | 0,54                      |                          |                          |
|                                                                           | Michèle Pohyer Lutte ouvrière                                                       | 190                       | 0,52                      |                          |                          |
|                                                                           | Fatou Tall Divers (À nous la démocratie !)                                          | 190                       | 0,52                      |                          |                          |
|                                                                           | Arnaud Ambroselli Divers                                                            | 189                       | 0,52                      |                          |                          |
|                                                                           | Marie Duval Divers (Parti du vote blanc)                                            | 177                       | 0,48                      |                          |                          |
|                                                                           | Franck Herlange Mouvement des progressistes                                         | 113                       | 0,31                      |                          |                          |
|                                                                           | Yves Hulot Divers                                                                   | 106                       | 0,29                      |                          |                          |
|                                                                           | Camille Alix Divers (Allons enfants !)                                              | 91                        | 0,25                      |                          |                          |
|                                                                           | Sébastien Perimony Solidarité et progrès                                            | 58                        | 0,16                      |                          |                          |
|                                                                           | Catherine Liscoët Parti ouvrier indépendant démocratique                            | 58                        | 0,16                      |                          |                          |
|                                                                           | Francis Sando Divers droite                                                         | 2                         | 0,01                      |                          |                          |
|                                                                           | Carla Arenas Écologiste                                                             | 0                         | 0,00                      |                          |                          |
| Source : Ministère de l'Intérieur - Dix-huitième circonscription de Paris |                                                                                     |                           |                           |                          |                          |

### Élections législatives de 2022
Les élections législatives françaises de 2022 se déroulent les dimanches 12 et 19 juin 2022.
|                                                    |                                                              |                           |                           |                          |                          |
|                                                    |                                                              | Premier tour 12 juin 2022 | Premier tour 12 juin 2022 | Second tour 19 juin 2022 | Second tour 19 juin 2022 |
|                                                    |                                                              |                           |                           |                          |                          |
|                                                    |                                                              | Nombre                    | % des inscrits            | Nombre                   | % des inscrits           |
| Inscrits                                           | Inscrits                                                     | 70 682                    | 100                       | 70 689                   | 100                      |
| Abstentions                                        | Abstentions                                                  | 30 892                    | 43,71                     | 30 795                   | 43,56                    |
| Votants                                            | Votants                                                      | 39 790                    | 56,29                     | 39 894                   | 56,44                    |
|                                                    |                                                              |                           | % des votants             |                          | % des votants            |
| Bulletins blancs                                   | Bulletins blancs                                             | 502                       | 1,26                      | 977                      | 2,45                     |
| Bulletins nuls                                     | Bulletins nuls                                               | 151                       | 0,38                      | 358                      | 0,90                     |
| Suffrages exprimés                                 | Suffrages exprimés                                           | 39 137                    | 98,36                     | 38 559                   | 96,65                    |
|                                                    |                                                              |                           |                           |                          |                          |
| Candidat Étiquette politique (partis et alliances) | Candidat Étiquette politique (partis et alliances)           | Voix                      | % des exprimés            | Voix                     | % des exprimés           |
|                                                    |                                                              |                           |                           |                          |                          |
|                                                    | Aymeric Caron Nouvelle Union populaire écologique et sociale | 17 632                    | 45,05                     | 19 914                   | 51,65                    |
|                                                    | Pierre-Yves Bournazel* Ensemble                              | 13 922                    | 35,57                     | 18 645                   | 48,35                    |
|                                                    | Nicolas Ravailhe Divers gauche                               | 1 553                     | 3,97                      |                          |                          |
|                                                    | Rudolphe Granier Les Républicains                            | 1 398                     | 3,57                      |                          |                          |
|                                                    | Julia Carrasco Rassemblement national                        | 1 318                     | 3,37                      |                          |                          |
|                                                    | Axelle Le Gal De Kerangal Reconquête                         | 1 248                     | 3,19                      |                          |                          |
|                                                    | Laurent Boula Divers droite                                  | 870                       | 2,22                      |                          |                          |
|                                                    | Johannes Christoph Leininger Volt Europa                     | 527                       | 1,35                      |                          |                          |
|                                                    | Annie Boubault Lutte ouvrière                                | 273                       | 0,70                      |                          |                          |
|                                                    | Victor Le Mouvement concret                                  | 154                       | 0,39                      |                          |                          |
|                                                    | Marc Elyasni Union citoyenne pour la liberté                 | 125                       | 0,32                      |                          |                          |
|                                                    | Philippe Heracles Charles Cambourakis Sans étiquette         | 117                       | 0,30                      |                          |                          |
| * Député sortant                                   |                                                              |                           |                           |                          |                          |

### Élections législatives de 2024
Les élections législatives françaises de 2024 se déroulent les dimanches 30 et 7 juillet 2024.
- Député sortant : Aymeric Caron (Révolution écologique pour le vivant)

| Candidat                 | Candidat                 | Parti et coalition       | Nuances                  | Premier tour | Premier tour |
| Candidat                 | Candidat                 | Parti et coalition       | Nuances                  | Voix         | %            |
| ------------------------ | ------------------------ | ------------------------ | ------------------------ | ------------ | ------------ |
|                          | Aymeric Caron            | REV (NFP)                | UG                       | 26 299       | 50,38        |
|                          | Pierre-Yves Bournazel    | HOR (ENS)                | ENS                      | 16 902       | 32,38        |
|                          | Valérie Tirefort         | RN                       | RN                       | 3 641        | 6,98         |
|                          | Rudolph Granier          | LR (UDC)                 | LR                       | 2 184        | 4,18         |
|                          | Catherine Coutard        | MRC                      | DVG                      | 811          | 1,55         |
|                          | Philippine Long          | VD - UDI                 | DVC                      | 804          | 1,54         |
|                          | Pierre Bravoz            | SE                       | DVG                      | 742          | 1,42         |
|                          | Marguerite Pierre        | REC                      | REC                      | 527          | 1,01         |
|                          | Annie Boubault           | LO                       | EXG                      | 214          | 0,41         |
|                          | Audrey Le Bœuf           | Volt                     | REG                      | 68           | 0,13         |
|                          | David Thiele             | NPA-R                    | EXG                      | 8            | 0,02         |
|                          | Béatrice Faillès         | FP diss.                 | DVC                      | 0            | 0,00         |
|                          | Stéphane Manigold        | SE                       | DVC                      | 0            | 0,00         |
|                          | Yasmin Berrouba          | AC (LC)                  | DVC                      | 0            | 0,00         |
|                          |                          |                          |                          |              |              |
| Votes valides            | Votes valides            | Votes valides            | Votes valides            | 52 200       | 98,79        |
| Votes blancs             | Votes blancs             | Votes blancs             | Votes blancs             | 414          | 0,78         |
| Votes nuls               | Votes nuls               | Votes nuls               | Votes nuls               | 223          | 0,42         |
| Total                    | Total                    | Total                    | Total                    | 52 837       | 100          |
| Abstention               | Abstention               | Abstention               | Abstention               | 17 483       | 24,86        |
| Inscrits / participation | Inscrits / participation | Inscrits / participation | Inscrits / participation | 70 320       | 75,14        |